# 通町 (横浜市)
通町（とおりちょう、英: Tōri-chō）は横浜市南区の町名。現行行政地名は通町1丁目から通町4丁目で、住居表示は未実施。面積は0.071km2。

## 地理
鎌倉街道（神奈川県道21号横浜鎌倉線）に沿った北東～南西に細長い町域を持ち、北東が1丁目となっている。北西は中島町、南西は大岡、南東は若宮町、北東は宮元町と接している。1・2丁目の境で鎌倉街道と環状1号線（横浜市主要地方道84号保土ヶ谷宮元線）が交差する。面積当たりの事業者数は区内で南吉田町に次いで2位であり、商店の密度では区内一である。人口密度は区内平均よりやや高いが、高層住宅は少ない。

## 歴史

### 沿革
かつての中区大岡の一部で、1928年（昭和3年）に新設された。町名は金沢往還の通り沿いであることから採られた説がある。1943年に中区から南区が分離した事により、南区通町となる。1914年に鎌倉街道上に横浜市電弘明寺線が開通。通町1丁目、通町2丁目、弘明寺の停留所が設けられた。1956年には通町1丁目から北に分岐し、保土ケ谷橋方面に向かう市電井土ケ谷線が開通したが、いずれも1968年に廃止された。1972年には4丁目の旧弘明寺停留所付近に横浜市営地下鉄弘明寺駅が開業した。

## 世帯数と人口
2025年（令和7年）6月30日現在（横浜市発表）の世帯数と人口は以下の通りである。
| 丁目      | 世帯数    | 人口    |
| --------- | --------- | ------- |
| 通町1丁目 | 322世帯   | 406人   |
| 通町2丁目 | 439世帯   | 685人   |
| 通町3丁目 | 255世帯   | 411人   |
| 通町4丁目 | 310世帯   | 427人   |
| 計        | 1,326世帯 | 1,929人 |

### 人口の変遷
国勢調査による人口の推移。
| 年                 | 人口  |
| ------------------ | ----- |
| 1995年（平成7年）  | 1,208 |
| 2000年（平成12年） | 1,509 |
| 2005年（平成17年） | 1,474 |
| 2010年（平成22年） | 1,607 |
| 2015年（平成27年） | 1,669 |
| 2020年（令和2年）  | 1,790 |

### 世帯数の変遷
国勢調査による世帯数の推移。
| 年                 | 世帯数 |
| ------------------ | ------ |
| 1995年（平成7年）  | 496    |
| 2000年（平成12年） | 661    |
| 2005年（平成17年） | 656    |
| 2010年（平成22年） | 820    |
| 2015年（平成27年） | 904    |
| 2020年（令和2年）  | 1,146  |

## 学区
市立小・中学校に通う場合、学区は以下の通りとなる（2024年11月時点）。
| 丁目      | 番地 | 小学校             | 中学校           |
| --------- | ---- | ------------------ | ---------------- |
| 通町1丁目 | 全域 | 横浜市立大岡小学校 | 横浜市立南中学校 |
| 通町2丁目 | 全域 | 横浜市立大岡小学校 | 横浜市立南中学校 |
| 通町3丁目 | 全域 | 横浜市立大岡小学校 | 横浜市立南中学校 |
| 通町4丁目 | 全域 | 横浜市立大岡小学校 | 横浜市立南中学校 |

## 事業所
2021年（令和3年）現在の経済センサス調査による事業所数と従業員数は以下の通りである。
| 丁目      | 事業所数  | 従業員数 |
| --------- | --------- | -------- |
| 通町1丁目 | 23事業所  | 89人     |
| 通町2丁目 | 29事業所  | 125人    |
| 通町3丁目 | 18事業所  | 78人     |
| 通町4丁目 | 70事業所  | 1,522人  |
| 計        | 140事業所 | 1,814人  |

### 事業者数の変遷
経済センサスによる事業所数の推移。
| 年                 | 事業者数 |
| ------------------ | -------- |
| 2016年（平成28年） | 157      |
| 2021年（令和3年）  | 140      |

### 従業員数の変遷
経済センサスによる従業員数の推移。
| 年                 | 従業員数 |
| ------------------ | -------- |
| 2016年（平成28年） | 1,258    |
| 2021年（令和3年）  | 1,814    |

## 交通

### 鉄道
横浜市営地下鉄
 ブルーライン
- - 弘明寺駅 -

### 道路
- 神奈川県道21号横浜鎌倉線

## 施設
- りそな銀行 弘明寺支店
- 横浜銀行 弘明寺支店
- 南警察署 通町交番

## その他

### 日本郵便
- 郵便番号 : 232-0056[3]（集配局：横浜南郵便局[18]）

### 警察
町内の警察の管轄区域は以下の通りである。
| 番・番地等 | 警察署   | 交番・駐在所 |
| ---------- | -------- | ------------ |
| 全域       | 南警察署 | 通町交番     |

## 参考資料
- 『県別マップル 神奈川県広域・詳細道路地図』2006年4刷 昭文社 ISBN 9784398626998
- 『角川日本地名大辞典 14 神奈川県』角川書店、1984年6月8日、622-623,1052頁。
- “横浜市町区域要覧” (PDF).   横浜市市民局 (2016年6月). 2023年6月6日閲覧。